# Нинџа корњаче: Хаос
Нинџа корњаче: Хаос (енгл. Teenage Mutant Ninja Turtles: Mutant Mayhem) је амерички рачунарски анимирани суперхеројски филм из 2023. године, у режији Џефа Роуа, који је заједно са Сетом Рогеном, Еваном Голдбергом, Деном Ернандезом и Бенџијем Самитом написао сценарио. Радња филма прати корњаче које су, након много година скривања од људског света, кренуле да буду прихваћене као нормални тинејџери кроз чинове херојства. Браћа крећу у лов на мистериозни криминални синдикат, али невоље настају када се војска мутаната баци на њих.
Филм је премијерно приказан 12. јуна 2023. на Међународном фестивалу анимираног филма у Ансију, а објавио га је Paramount Pictures у Сједињеним Државама 2. августа исте године. Добио је позитивне критике, уз похвале за глуму, сценарио и стилизовану анимацију; неколико критичара га је прогласило најбољим филмом о Нинџа корњачама. Зарадио је преко 180 милиона долара широм света. Телевизијска серија која прати филм, Приче о Нинџа Корњачама биће премијерно приказана на стриминг сервису Paramount+, а у припреми је и наставак филма.

## Синопсис
Извршна директорка Института за техно космичка истраживања (ТЦРИ) Синтија Утром шаље ескадрилу да улови скитничког научника Бакстера Стокмана, који је створио мутаген да формира сопствену породицу животиња мутанта, почевши од кућне муве. Стокмана прекида Утромова ударна снага и гине у насталој експлозији, док мутаген пада у канализацију Њујорка.
Петнаест година касније, браћу корњаче Микеланђело, Леонардо, Рафаело и Донатело одгајао је њихов усвојитељ пацов, Сплинтер, након што је њих петорицу излив Стокмановог мутагена претворио у хуманоидне мутанте. То што су га људи протерали навело је Сплинтера да не верује човечанству и обучи своје синове вештини нинџуцуа, упућујући их да напусте свој канализациони дом само да би украли залихе за преживљавање. Сада тинејџери, корњаче чезну да живе као нормални средњошколци, на велико Сплинтерово ужасавање.
Након што су се годинама крили од људи, браћа Корњаче кренули су да освоје срца Њујорчана и да, чинећи херојска дела буду прихваћени као обични тинејџери. Њихова пријатељица Ејприл О’Нил им помаже да се изборе са мистериозним злочиначким удружењем, али убрзо ће имати пуне руке посла када војску мутаната пусте на њих.

## Гласовне улоге
- Мајка Еби као Донатело
- Шемон Браун Јуниор као Микеланђело
- Николас Канту као Леонардо
- Брејди Нун као Рафаело
- Ајо Едебири као Ејприл О’Нил
- Маја Рудолф као Синтија Утром
- Џон Сина као Рокстеди
- Сет Роген као Бибоп
- Роуз Берн као Ледерхед
- Ђанкарло Еспозито као Бакстер Стокман
- Џеки Чен као Сплинтер
- Ајс Кјуб као Суперфлај
- Пол Рад као Мондо Геко
- Пост Малон као Реј Филет

## Будућност
У јуну 2022. Робинс је изјавио да постоје планови за више анимираних филмова о Нинџа корњачама. У интервјуу у јулу 2023. године, Роу је изразио интересовање да се врати за наставак који приказује Шредера. Касније тог месеца, објављено је да су наставак и двосезонска 2Д анимирана телевизијска серија за Paramount+, Приче о Нинџа корњачама, добили зелено светло. Роу ће се вратити да режира наставак, а Point Grey ће продуцирати и наставак и серију.